# 塞雷德皮利齊
50°15′24″N 24°42′34″E / 50.25667°N 24.70944°E
塞雷德皮利齊（羅馬化：Seredpiltsi）是烏克蘭西部的村莊，隸屬利維夫州的舍普季茨基區。該村始建於1494年，面積1.38平方公里，海拔高度219米，2001年人口513，人口密度每平方公里371.74人。